# Бетьки (река)
Бетьки — река в России, протекает в Татарстане. Левый приток Камы.

## Физико-географическая характеристика
Длина реки 11 км, площадь водосборного бассейна — 21,9 км². Исток в лесном массиве на крайнем востоке Нижнекамского района (в 1,7 км к юго-западу от посёлка Кзыл-Юл). Течёт на северо-восток, от истока сразу попадает в Тукаевский район. Впадает в Каму по левому берегу в селе Бетьки (в 8 км ниже плотины Нижнекамской ГЭС).
Реку пересекают автомобильная и железная дороги Круглое Поле — Бетьки.

### Гидрология
Река со смешанным питанием, преимущественно снеговым. Замерзает в начале ноября, половодье в первых числах апреля. Средний расход воды в межень у устья — 0,02 м³/с.
Густота речной сети бассейна 0,64 км/км², лесистость 15 %. Годовой сток в бассейне 66 мм, из них 40 мм приходится на весеннее половодье. Общая минерализация от 300 мг/л в половодье до 1000 мг/л в межень.

## Данные водного реестра
По данным государственного водного реестра России относится к Камскому бассейновому округу, водохозяйственный участок реки — Кама от Нижнекамского гидроузла и до устья, без реки Вятка, речной подбассейн реки — бассейны притоков Камы до впадения Белой. Речной бассейн реки — Кама.
Код объекта в государственном водном реестре — 10010101512111100029102.